# Emoé de la Parra
Emoé de la Parra (16 de junio de 1951, Ciudad de México) es una actriz mexicana. Es hija de la famosa escritora mexicana Yolanda Vargas Dulché y del también escritor Guillermo de la Parra.

## Carrera
Emoé de la Parra es una conocida actriz de teatro y televisión. Su primer trabajo como actriz fue en la telenovela Encrucijada en 1970. En teatro ha actuado en varias obras, entre la que destaca el monólogo Emily, el cual está basado en los últimos años de vida de Emily Dickinson, sus presentaciones se realizaron durante 1997 a 1998 y lo volvió a hacer en 2009. En 1999 la AMCT le otorgó el premio "María Douglas" por su actuación en el monólogo "Primer Amor". También ha trabajado como directora de teatro, en 1993 la UCTT le otorgó varios premios por su dirección de la obra "Hace Tiempo". Emoé ha actuado en varias telenovelas la mayoría basadas en novelas escritas por su madre: Encrucijada (1970), Gabriel y Gabriela (1982), Juana Iris (1985), Tiempo de amar (1987), Alondra (1995),  María Isabel (1997), Pasión (2007) y Soy tu dueña (2010). En teatro ha actuado en varias obras como: Las noches blancas (1987), Viaje de un largo día hacia la noche (1992), Emily (1997-1998), Perdida en los Apalaches, (1999), Un cuarto propio (2000-2004), Molly (2000-2004), Canción de cuna (2005), La celosa de sí misma (2006), Primer Amor (2005-2006), Rosmersholm (2006) y Emily (2009).

## Filmografía

### Telenovelas
- Contigo sí (2021) .... Doña Pura Pérez[2]
- Fuego ardiente (2021) .... Susana
- Soy tu dueña (2010) .... Narda de Ampúdia
- Pasión (2007-2008) .... Mercedes Almonte de Salamanca
- María Isabel (1997-1998) .... Déborah Serrano
- Alondra (1995) .... Cristina Leblanc
- Tiempo de amar (1987) .... Inés
- Juana Iris (1985) .... Patricia
- Gabriel y Gabriela (1982) .... Rocío
- Encrucijada (1970)

### Series de televisión
- 13 Miedos (2007) .... Elisa (1 episodio: Vive, 2007)

### Programas de televisión
- Vidas al límite .... Ella misma (1 episodio: El jugoso negocio del refrito, 2010)
- La historia detrás del mito .... Ella misma (1 episodio: Fanny Cano, 2008)

### Teatro
- Las noches blancas (1987)
- Viaje de un largo día hacia la noche (1992)
- Hace Tiempo (1993) (Como directora)
- Emily (1997-1998)
- Primer Amor (1999)
- Perdida en los Apalaches (1999)
- Un cuarto propio (2000-2004)
- Molly (2000-2004)
- Canción de cuna (2005)
- Primer Amor (2005-2006)
- La celosa de sí misma (2006)
- Rosmersholm (2006)
- Emily (2009)
- Primavera Salvaje (2011)